# Neptune (Veronica Mars)
Pour les articles homonymes, voir Neptune.
Neptune est une ville fictive de Californie des États-Unis, se trouvant dans le comté fictif de Balboa et servant de théâtre aux événements de la série télévisée Veronica Mars diffusée sur la CW.

## Géographie
Neptune est une ville côtière de Californie du Sud près de San Diego et Los Angeles sur la California's Pacific Coast Highway. La ville se trouve dans le petit comté de Balboa, nom très répandu en Californie du Sud et venant d’un explorateur espagnol Vasco Núñez de Balboa, comme la péninsule de Balboa, appartenant à la ville de Newport Beach ou comme le San Diego's Balboa Park. La ville de Neptune est située aux abords des grandes banlieues de San Diego. Elle est par conséquent très proche de la ville mexicaine de Tijuana où la jeunesse dorée et bien riche de la ville aime faire la fête.
À Neptune se trouve le superbe lycée de Neptune High et celui de Pan High, ainsi que l’université de Hearst.
La ville est divisée en trois grandes parties : 
- les « Trois 9 » (09ers en VO, en référence au code postal du quartier 90909) : la haute société de Neptune, ce sont les familles les plus fortunées qui vivent dans ce quartier où se situe une grande partie des adolescents bourgeois et sans scrupules de Neptune High comme les familles Echolls, Casablancas et Kane.

- Le Middle Neptune : c’est une zone charnière entre les quartiers ultra-sécurisés des Trois 9 et les ghettos des latinos. Une foule de commerces se sont établis ici comme de nombreux motels (Camelott), ou des grands hôtels de luxe comme le superbe Neptune Grant Hotel. C’est aussi le lieu de résidence de Veronica et Keith Mars, de Wallace Fennell et sa famille et de Cindy “Mac” Mackenzie et de sa famille.

- Le South Neptune : c’est le quartier où s’est rassemblée la communauté latino de Neptune. c’est aussi un lieu craint pour sa violence et pour son gang de motards. C’est aussi le quartier qui se trouve près de la superbe plage de Neptune. C’est là où vivent Weevil et sa famille.

## Politique
La politique est contrôlée par les « Trois 9 ». Le maire de la ville ne s'intéresse qu'à ce quartier et la police est fortement corrompue.

## Lieux importants

### Neptune High
C'est le high-school de la ville. Veronica Mars y a tous ses amis. Mais il y a deux groupes distincts dans le lycée : les riches (les « Trois 9 ») et les autres (dont Veronica). Il existe dans l'école le système des Pirate Points, qui offrent des privilèges aux sportifs, aux Pom-pom girls, aux délégués, etc. Duncan Kane restructurera ce système pour qu'il soit plus équitable, notamment pour les élèves de milieux défavorisés et des filiales artistiques. Comme toute école américaine, Neptune High possède sa société secrète, les Tritons, qui réalisent de nombreux bizutages.
Le principal est d'abord Alan Moorehead, qui sera renvoyé à cause d'une liaison passée avec une élève. Il est remplacé par Van Clemmons. Veronica s'oppose souvent à lui, bien qu'il fasse parfois appel à ses services pour résoudre certains problèmes.
L'école rivale est le lycée Pan High.

### Neptune Grand
Le Neptune Grand est un hôtel luxueux de la ville, réservé aux riches de la ville, contrairement au modeste Camelot Motel. Duncan Kane s'installe quelque temps dans une suite du Neptune Grand. Il est rejoint par Logan Echolls, après l'incendie de sa maison. Logan conserve la chambre lorsque Duncan part en Australie.
De nombreux évènements ont lieu au Neptune Grand. Veronica se bat avec Cassidy Casablancas sur le toit de l'hôtel. Le jeune homme tombe du toit et meurt. L'acteur Aaron Echolls y est assassiné.

### Mars Investigations
C'est le bureau du détective Keith Mars, où il reçoit ses clients. Veronica Mars y officie comme secrétaire et se mêle très souvent des affaires de son père.

### Camelot Motel
Le Camelot Motel est un hôtel bon marché de Neptune. Veronica y croise Jake Kane et sa mère, Lianne. Keith Mars y retrouve Woddy Goodman en pleine adultère.

## Aux alentours de Neptune

### Hearst College
Il s'agit du collège de Californie du Sud que fréquente Veronica dans la 3e saison. Il n'est pas situé à Neptune même. Le nom de l'établissement est un hommage à William Randolph Hearst (sa petite-fille Patricia Hearst apparait d'ailleurs dans le rôle de Selma Hearst Rose l'épisode 8 de la saison 3).
Le doyen de l'université est Cyrus O'Dell.

### Mexique
Logan et Troy se rendent au Mexique notamment à Tijuana.